# چه کسی بامبی را کشت؟ (فیلم ۲۰۰۳)
چه کسی بامبی را کشت؟ (به انگلیسی: Who Killed Bambi?) فیلمی محصول سال ۲۰۰۳ و به کارگردانی ژیل مارشان است. در این فیلم بازیگرانی همچون لوران لوکا، سوفی کانتون، کاترین ژاکوب، یاسمین بلماضی، والری دونزلی، ژان دل و ژوزفین دو مو ایفای نقش کرده‌اند.